# Cyriocosmus versicolor
Cyriocosmus versicolor là một loài nhện trong họ Theraphosidae.
Loài này thuộc chi Cyriocosmus. Cyriocosmus versicolor được Eugène Simon miêu tả năm 1897.